# Svínoyar-Bjarni
Svínoyar-Bjarni fue un vikingo y bóndi de Svinoy, Islas Feroe, en el siglo X. Bjarni aparece como personaje histórico en la saga Færeyinga.
Su apodo svínoyar se debe a que era propietario de una granja en la isla de Svinoy (la isla de los ”cerdos”). Según la saga la hermana de Bjarni era Gudrun, madre del poderoso terrateniente Tróndur í Gøtu de Eysturoy.
En 970 Bjarni participó en la emboscada y asesinato de los hermanos Brestir Sigmundsson y Beinir Sigmundsson por un asunto de disputa de tierras con el godi Havgrímur. Tróndur se dejó seducir por Eldjarn Kambhøttur para participar en la conspiración a cambio de recibir dos vacas cada primavera y 300 metros de lana de oveja cada otoño como tributo, de por vida y hereditario; pero Tróndur no quiso participar directamente en la conspiración y solicitó a su tío Svínoyar-Bjarni que participase en su nombre.
Svínoyar-Bjarni tenía intención de matar a los hijos supervivientes de los hermanos Sigmundsson, Torir Beinisson (11 años) y Sigmundur Brestisson (9 años), pues eran testigos incómodos de la emboscada pero Tróndur se negó y se hizo cargo de ellos, quizás por razones humanitarias o quizás porque Havgrímur y cinco de sus hombres también fallecieron en la trifulca y vio disiparse el tributo prometido de vacas y lana, por lo que no había razón de seguir alimentando la deuda de sangre.